# 亞歷山大·伊凡諾維奇·庫普林
亚历山大·伊凡诺维奇·库普林（俄语：Алекса́ндр Ива́нович Купри́н；1870年9月7日—1938年8月25日），俄国小说家。他与当时热心于文学实验的许多作家不同，多以自身经历和接触到的真人真事为基础进行创作，即收集“罕见的人们精神的奇特表现”，主要作品有反映军队生活和矛盾冲突的中篇《决斗》，反映工人悲惨生活的《摩洛》、描绘美好爱情的短篇《阿列霞》、取材神话传说的中篇《石榴石手镯》和反映妓女悲惨生活的长篇小说《亚玛街》。他作品中适当的叙事节奏，萦绕着的细腻美好的情感，表露出的对小人物和弱者的深切同情，使他至今仍有大量的读者.

## 生平与创作

### 早年
库普林的父亲伊万·伊万科维奇·库普林是县里的一名文书，母亲柳波芙·阿历克西夫娜·库普林娜出身于失去领地的鞑靼贵族家庭,库普林一直为自己有鞑靼血统而自豪。他不到两岁时，父亲死于霍乱,母子两人只得到莫斯科的遗孀之家居住，生活十分困苦。1876年库普林被送入收养孤儿的拉佐莫夫斯基寄宿学校就读，1880年进入莫斯科第二武备中学，这一段军校生活十分灰暗，库普林常被高年级的学生欺负或是被教师用桦树条责打，他后来回忆道“我没有童年”“对少年军校里桦树条的记忆萦绕着我的余生”。
在少年军校的八年中，库普林在教师苏克哈诺夫的引导下，对文学发生兴趣，写了很多诗，其中既有热心于政治动态的部分，也有表达自己的悲伤和无助的篇章。1888年库普林进入亚历山大军事学院深造，1889年他以女歌手卡德米娜在舞台上自尽为素材写了第一篇小说《最后的首次表演》。1890年毕业，被编入驻扎在波多尔省的步兵团，授予少尉军衔。之后的三四年间库普林目睹了现实军队的真实面貌，创作了一些反映军人生活和反常心理的短篇，如《在黑暗中》、《月夜》、《审讯》、《疯狂》等。

### 基辅时期
1894年库普林离开军队到了基辅，开始了七年四处流浪的生涯。他为基辅当地的报纸当记者，不得不四处奔波，迅速写出各地发生的事情。在四处奔波中，他从事给人拔牙镶牙、运砖卸西瓜、教堂诵读经文等多种工作，乃至他自己说“连我自己都记不清干过什么活了，只有教孩子读书是件高兴的事，因为我们从不吵架”。他采用了特写这种体裁来展现自己从事各种职业所积累的生活经验，完成了《基辅群像》和《玲珑小品》两部特写集，如实展现了小人物生活中的悲欢离合。
1896年库普林走访了顿巴斯矿区的煤矿和冶金企业，矿山工人悲惨的生活深深触动了他，让他写出了著名中篇小说《摩洛》。1897-1898年他到波利西亚和梁赞地区漫游，在当地参与种烟草和土地调查测量等工作、乡村的美丽风景和淳朴的人们缓解了顿巴斯矿山之行给他带来的烦闷，并为他以后的作品注入了细腻的情感，库普林后来回忆道：“我在那里汲取了最有活力，最高贵，最广大和最硕果累累的感动，我开始体会到了俄国的语言和风景”。在此，他创作了自己最美丽的故事之一《阿列霞》。
《摩洛》和《阿列霞》的发表让库普林进入了俄罗斯作家圈。1901年他结识了安东·契诃夫，两人时常通信和讨论。他和伊万·蒲宁、巴丘什科夫、马克西姆·高尔基建立了友谊，加入了年轻一代现实主义作家组成的“星期三”文学团体，认识了列昂尼德·安德列耶夫，但主张反映现实的库普林对安德列耶夫的趋向象征与神秘的风格并不赞同。1902年库普林结婚，1903年女儿诞生。在这段时间里，他除了参加文学家们的讨论，还要在《神的世界》刊物担任编辑，创作数量下降，但仍有《在马戏团》、《泥沼》和《偷马贼》等优秀短篇问世，除了继续写小人物外，他也写一些反映上层生活的小说和哲学随笔，关心社会上出现的严重贫富分化和伴之而来的种种不平等。

### 1905年革命前后

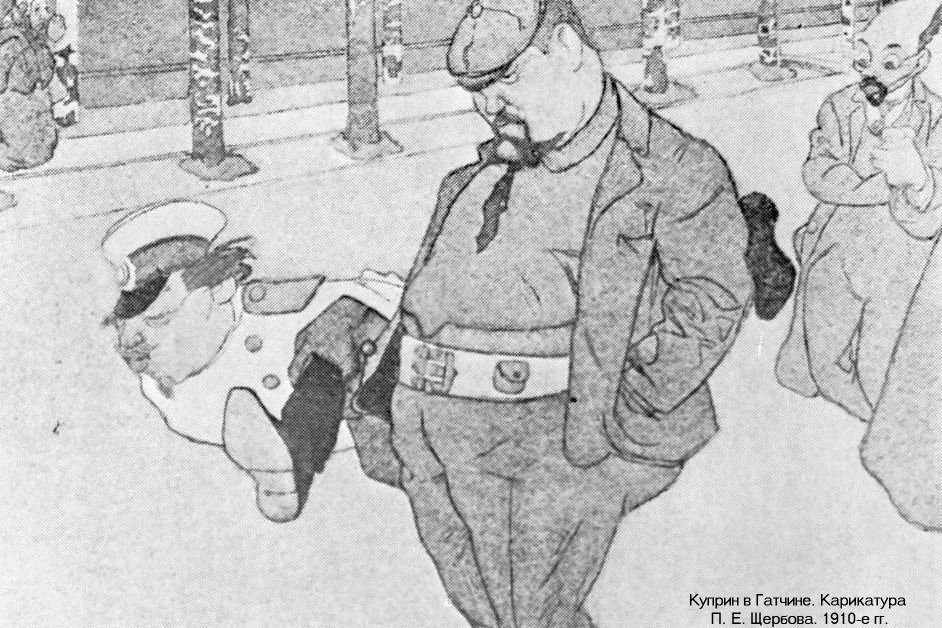
卡通漫画：在卡特契纳的库普林

1905年库普林写出了反映军队中的矛盾冲突，抨击腐朽的军队制度的中篇小说《决斗》，获得了评论界和读者的赞扬，也引起了对军队制度的激烈争论，使库普林誉满全国。不久后,1905年俄国革命发生，一向不太表达政治倾向的库普林变得激进。他在纪念契诃夫逝世一周年所写的《纪念契诃夫》中，对革命的前景表示乐观，呼唤自由。11月塞瓦斯托波尔奥恰科夫号上的水兵发生哗变，不久被镇压。就在当地的库普林亲眼目睹了革命者和平民的死亡，他救助了逃亡的哗变水兵，愤怒地写出了特写《塞瓦斯托波尔事件》，直斥黑海舰队司令楚科宁，因此被楚科宁下令逐出所在城市。
革命失败之后，库普林在克里米亚、圣彼得堡、赫尔辛基等处流浪，写下了反映日俄战争的《雷勃尼柯夫上尉》和《水上生活》。1907年他和妻子离婚，搬到彼得堡附近的加特齐纳居住，1909年再婚，同年和蒲宁一起获得了授予最杰出文学家的普希金奖。面对着沙皇政府加紧了对有民主倾向的作家的管制，库普林和坚持革命立场的高尔基等人不同，开始转向取材于神话传说，带有寓言色彩的小说创作。写出了《绿宝石》和《石榴石手镯》两篇名作，两篇小说以感情细腻、美好见长，受到了立场激进的作家的批评，但作品的艺术性无可否认。
1912年库普林访问南欧，第二年将途中所见的风土人情写成特写集《蔚蓝海岸》。1914年第一次世界大战爆发，这点燃了库普林的爱国热情，他将自己的居所改为军医院，到前线采访，进而加入军队作战七个月。1915年他因健康不佳退伍，同年他用了七年时间完成的以妓女的生活与遭遇为主题的长篇小说《亚玛街》完全发表。第二年到高加索访问和讲课，因疟疾病倒，到芬兰治病。

### 1917年革命与离开俄国

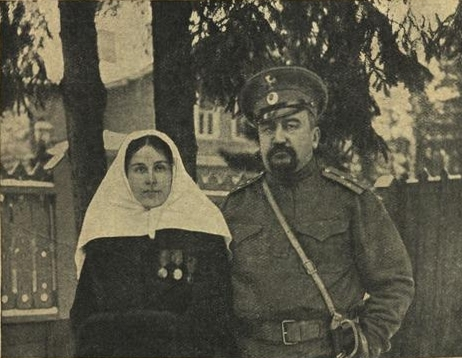
一战中的库普林和作为护士的妻子的合影

1917年二月革命爆发，正在治病的他撰文支持，不久就回国与社会革命党人一起合办《自由俄罗斯报》。但他对之后的十月革命的态度很复杂，既赞赏革命者的献身精神，又不赞成使用暴力，为“人类文化的命运”担忧，就像他说的“我从未属于任何党派，现在也没有党派，将来也绝不会加入某个党派”。1918年他曾面见列宁，要求建立一份反映农村生活的报纸《土地》，报导包含农业新闻到农业技术各方面的消息。列宁予以批准，但计划未能实行。之后他和高尔基在世界文学出版公司一起工作，为大仲马和席勒的作品写了序言和赏析，却未能出版。
1919年春天正居住在加特契纳的库普林被围攻彼得格勒的白军挟裹着撤退，离开了俄国。在爱沙尼亚和芬兰住了一段之后，1920年客居法国巴黎，为侨民报纸《祖国》工作。他的早期作品和一些反映侨居生活的特写不断地被翻译成法语，受到欢迎，但无法缓解他的思乡症，他写道“每一个真正的爱国主义者的使命都是回到祖国，在那里死去是更甜蜜和容易的事。”不久开始酗酒，身体变差，作品主要以回忆录为主，1928年起他的自传体长篇小说《士官生》开始连载。1933年《詹妮特》出版，这是他的最后一部重要作品。

### 去世与纪念
1937年5月底，客居异邦十七年的库普林终于回到了莫斯科。他的健康很差，无力写作，但在采访中他表达了回到莫斯科的兴奋和对政府的感激。而在朋友的回忆中，库普林发现眼前的一切都很陌生，他的《亚玛街》被列为禁书，不能出版，政府方面一再施压让他写关于农业合作化的文章，还发现自己被人监视着。1938年7月他因食道癌去世，安葬于列宁格勒的沃尔科沃公墓。
在库普林的出生地和克里米亚等地都有库普林的博物馆。他长住的加特契纳市的图书馆和基辅市的多条道路也以他命名。1979年俄国天文学家尼古拉·切尔尼赫将他发现的小行星3618命名为库普林小行星。

## 主要作品列表与部分中文译本

### 小说
- 《最后的首次表演》（1889），首篇小说。
- 《在月光下》（1893）
- 《黑暗》（1893）

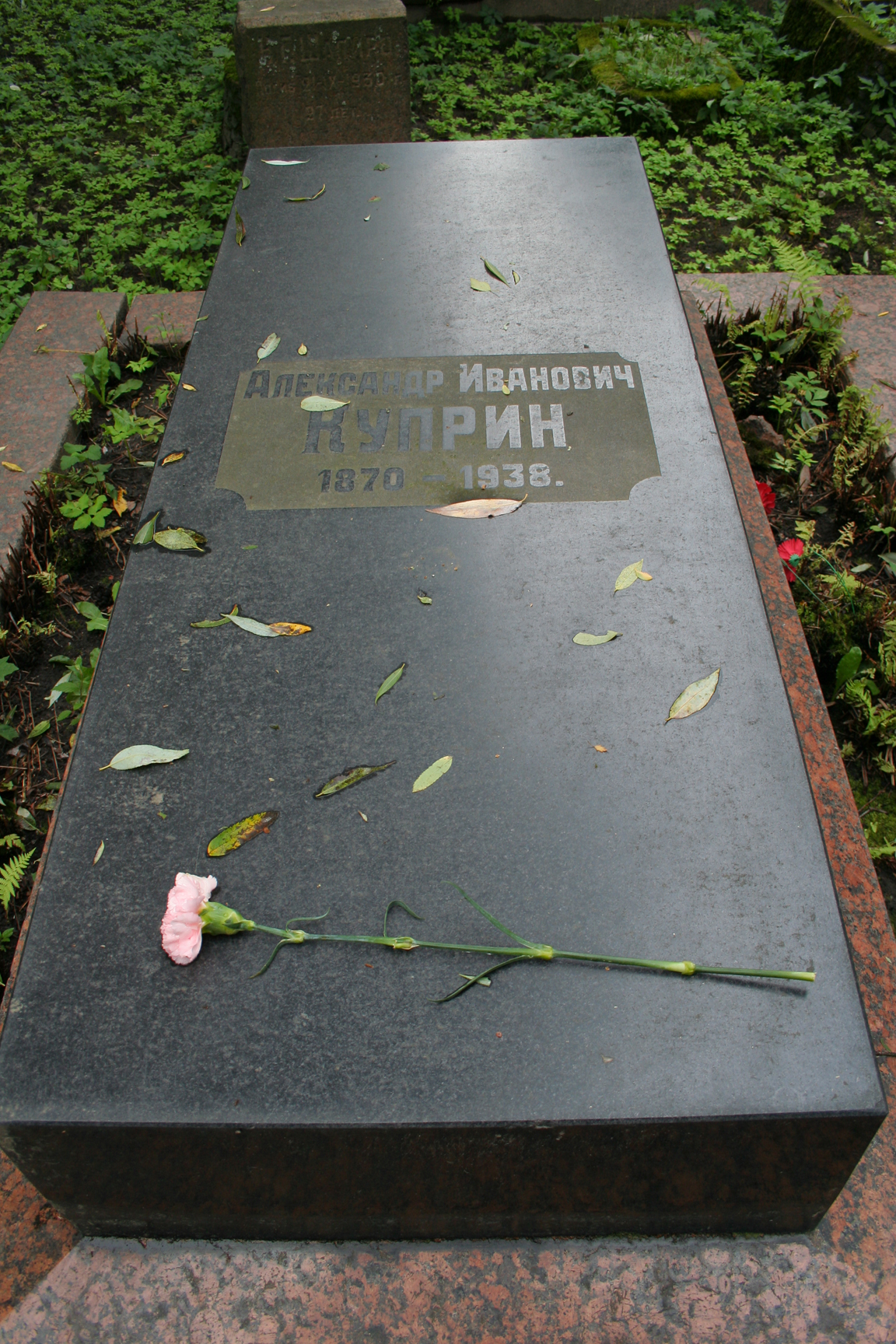
库普林墓

- 《审讯》（1894），库普林的第一篇军队生活故事，写一名刚进入军队的年轻军官调查偷窃案的故事，揭露了军队中制度的不合理和刑罚的严酷，首次引起评论界的注意。
- 《摩洛》（1896）摩洛一词原指上古近东的一位神明，后来用于指需要付出极大牺牲的人。主人公见到数万工人的悲惨生活，而对自己剥削工人的所为心有不安，又受到了失去所爱之人的刺激，最终发疯。小说反映了当时蓬勃发展的大企业和生活难以为继的下层工人之间的尖锐矛盾，表达着对冶金和矿山工人这个被忽略群体的同情。
- 《阿列霞》（1898）
  - 杨桦等译，上海译文出版社，2002年
  - 蓝英年译，安徽文艺出版社，2004年
- 《在马戏团》（1901）
- 《偷马贼》（1902）
- 《决斗》（1905），库普林从进入军队的第二年就计划写一部关于决斗的小说，1902年他正式开始创作。小说围绕着尼古拉耶夫夫妇和罗马绍夫少尉的感情和利益上的冲突展开，结束在发生决斗，罗马绍夫身亡。小说揭露了沙皇军队中军官的腐败和恶行，对遭受非人待遇的普通士兵给予了同情。
  - 汝龙译，安徽文艺出版社，1997年
  - 朱志顺译，上海译文出版社，2002年
- 《绿宝石》
- 《石榴石手镯》（1911）
- 《亚玛街》（1908-1915）（又译《火坑》、《亚玛街的烟花女》），这是俄国文学中第一部直接以娼妓和卖淫为主题的长篇小说。库普林决心“尽我的知识，尽我的能力著文反对卖淫”，他真实地写出了妓女们的非人生活，无情揭露了社会的黑暗。十月革命之后被禁，七十年后才可以重新出版。1990年被拍成同名电影。
  - 蓝英年译，花城出版社，1986年
  - 石枕川译，译林出版社，2002年，
- 《年轮》（1929）
- 《士官生》（1928-1932），库普林的自传体小说，具有较高的史料价值。
  - 张巴喜译，新星出版社，2007年，ISBN：9787802252516
- 《詹妮特》（1933）

### 特写集
- 《基辅群像》（1895）
- 《玲珑小品》（1897）
- 《蔚蓝海岸》(1913)